# Golak, Sofia
Golak (în bulgară Голак) este un sat în comuna Kosteneț, regiunea Sofia,  Bulgaria. 

## Demografie
Componența etnică a satului Golak
     Nicio identificare (100%)
     Altele (0%)
La recensământul din 2011, populația satului Golak era de 7 locuitori. Nu este cunoscută apartenența lor etnică.